# Paul Reiter (Entomologe)
Paul Reiter ist ein britischer Wissenschaftler und Professor für medizinische Entomologie am Institut Pasteur in Paris. Er wurde durch seine Kritik am Intergovernmental Panel on Climate Change (IPCC) einer breiteren Öffentlichkeit bekannt.
Nach 22 Jahren Forschungsarbeit an den Centers for Disease Control and Prevention (CDC), zuletzt als Leiter der Unterabteilung Denguefieber, wurde Reiter 2003 an den neu geschaffenen Lehrstuhl für medizinische Entomologie des Institut Pasteur berufen.
Er ist Fellow der Royal Entomological Society.
In der Öffentlichkeit vertritt Reiter die These, dass der Ausdruck Tropenkrankheiten unzutreffend sei:

“Insect-borne diseases are not diseases of climate but of poverty.”

„Die durch Insekten übertragenen Krankheiten sind keine Klima-, sondern Armutskrankheiten.“

Reiter trug zu Berichten des IPCC bei, welche untersuchen sollten, ob die Ausbreitung von Malaria durch den Klimawandel gefördert wird. Er zog seine Beiträge jedoch zurück; dennoch beließ das IPCC seinen Namen auf der Liste der Autoren.
Vor dem US-Senat sagte Reiter am 25. April 2006, dass die wissenschaftliche Debatte von politisch beeinflussten Gremien wie dem IPCC geführt werde. Die Arbeit des IPCC sei dubios und könne zur Irreführung missbraucht werden.

“Environmental activists use the ‘big talk’ of science to create a simple but false paradigm. Malaria specialists who protest this are generally ignored, or labelled as ‘sceptics’.”

„Umweltaktivisten gebärden sich wissenschaftlich, um ein einfaches, aber falsches Paradigma aufzustellen. Malariaspezialisten, die dagegen protestieren, werden gewöhnlich totgeschwiegen oder als ‚Skeptiker‘ abgestempelt.“

Die britische Regierung sagte, dass Reiter „nicht genau die gegenwärtige wissenschaftliche Debatte über die Auswirkungen des Klimawandels im allgemeinen repräsentiere, oder über Malaria im Besonderen. Er scheine sehr selektiv in seinen Belegen zu sein.“
In dem Film The Great Global Warming Swindle sagt Reiter über den Anspruch des IPCC, die wichtigsten 1500 oder 2500 Wissenschaftler zu repräsentieren, dass man nur auf die Lebensläufe schauen müsse, um zu sehen, dass es einfach nicht wahr sei. Es sei eine beträchtliche Anzahl von Nichtwissenschaftlern darunter.

## Veröffentlichungen
- Wissenschaftliche Publikationen Paul Reiters in Google Scholar
- Paul Reiter et al.: Texas lifestyle limits transmission of dengue virus. 2003. PMID 12533286
- The IPCC and Technical Information. Example: Impacts on Human Health. 2005 (parliament.uk [abgerufen am 21. Dezember 2008]).